# Giorgi III.

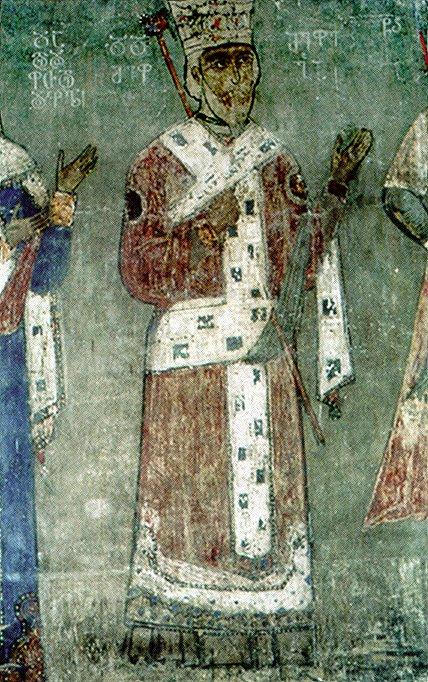
Darstellung Giorgis III. in einer Wandmalerei aus dem 13. Jahrhundert

Giorgi III. (georgisch გიორგი III; † 27. März 1184) war von 1156 bis 1184 König von Georgien.

## Leben
Er war der jüngste Sohn König Demetres I. und neben seinem Großvater Dawit IV. der Erbauer der bedeutendste König des mittelalterlichen Georgiens. Unter seiner Herrschaft wurde den Muslimen 1161 das nördliche Armenien mit der Hauptstadt Ani genommen, um dann 1174 zurückerobert zu werden. Es blieb bis zum Einfall der Mongolen 1236 mit Georgien vereint. In Auseinandersetzungen mit den islamischen Nachbarstaaten, darunter das Emirat Gandscha und die Reiche der Ahlat-Schahs und Atabegs von Aserbaidschan, verteidigte er die Vormachtstellung Georgiens im kaukasischen Raum.
1177 zettelte der hohe Feudaladel eine Verschwörung gegen den König an. Ziel war es, den Neffen des Königs, Demna, den Sohn Davids V., zum König zu erheben. Giorgi musste nach Tbilissi flüchten. Da die Verschwörer zögerten, die Stadt anzugreifen, gelang es dem König, alte Freunde wieder für sich zu gewinnen. Vom Kyptschakenkhan erhielt er Hilfstruppen. So gestärkt, wagte er einen Ausfall und schlug die Rebellen. Die Rache Giorgis war grausam: Viele Verschwörer wurden hingerichtet oder verstümmelt.
Da Giorgi keine männlichen Nachkommen hatte, ernannte er seine Tochter Tamar 1178 zur Mitregentin und Nachfolgerin. Um das zu erreichen, gab er der Kirche das Privileg der Steuerfreiheit zurück.